# Radenka, Srbija
Radenka (izvirno srbsko Раденка) je naselje v Srbiji, ki upravno spada pod Občino Kučevo; slednja pa je del Braničevskega upravnega okraja.

## Demografija
V naselju živi 655 polnoletnih prebivalcev, pri čemer je njihova povprečna starost 45,7 let (42,4 pri moških in 48,9 pri ženskah). Naselje ima 280 gospodinjstev, pri čemer je povprečno število članov na gospodinjstvo 2,87.
To naselje je v glavnem vlaško (glede na popis iz leta 2002).
|  |

| Demografija | Demografija     | Demografija     |
| Leto        | Št. prebivalcev | Št. prebivalcev |
| ----------- | --------------- | --------------- |
|             |                 |                 |
|             |                 |                 |
|             |                 |                 |
|             |                 |                 |
| 1948        | 1874            |                 |
| 1953        | 1967            |                 |
| 1961        | 1950            |                 |
| 1971        | 1699            |                 |
| 1981        | 1541            |                 |
| 1991        | 1288            | 1057            |
| 2002        | 1138            | 803             |
|             |                 |                 |

| Etnična sestava po popisu iz leta 2002 | Etnična sestava po popisu iz leta 2002 | Etnična sestava po popisu iz leta 2002 | Etnična sestava po popisu iz leta 2002 | Etnična sestava po popisu iz leta 2002 |
| -------------------------------------- | -------------------------------------- | -------------------------------------- | -------------------------------------- | -------------------------------------- |
| Vlahi                                  | Vlahi                                  |                                        | 555                                    | 69,11%                                 |
| Srbi                                   | Srbi                                   |                                        | 232                                    | 28,89%                                 |
| Romuni                                 | Romuni                                 |                                        | 11                                     | 1,36%                                  |
| Hrvati                                 | Hrvati                                 |                                        | 1                                      | 0,12%                                  |
| Neznano                                | Neznano                                |                                        | 1                                      | 0,12%                                  |